# Élitis

Élitis (фр. Élitis) — французька фабрика, що спеціалізується на виготовленні шпалер. Заснована у 1988 році. 
Головний офіс та шоу-рум розташовується у Тулузі. Очолює компанію її засновник Патріс Моро де Грот. Один зі світових лідерів у галузі інтер'єрного декору. Окрім шпалер, компанія також виробляє тканини, меблі, настінні покриття та предмети інтер'єру.
Асортимент Élitis включає колекцію шпалер, малюнки для яких виконані вручну і перенесені на шпалери високотехнологічним способом. Нетканинні текстильні шпалери пофарбовані у масі, потім на кольоровий фон нанесений малюнок напиленням із подрібненої слюди, золотою або срібною фарбою, або пастеллю. Матовий малюнок придає рельєфності, а глянцевий — світла. Для виготовлення шпалер фабрика використовує вініл, рослинні волокна, флок, штучну шкіру, папір, льон, бісер, текстиль, метал, фольгу, рафію, корок, солому, екзотичні мадагаскарські тканини та інші матеріали.
Шоу-руми компанії знаходяться у Мілані, Парижі та Вест-Палм-Біч (штат Флорида). Продукція компанії продається у більше ніж 60 країнах світу.